# Micromonospora
Micromonospora es un género de bacterias de la familia Micromonosporaceae. Son Gram-positivas, generalmente aerobias y forman micelios ramificados y esporas. Son organismos saprotróficos que viven en suelo y agua. Varias especies son fuentes de antibióticos aminoglucósidos.